# マデリーン・ドリング
マデリーン・ドリング（Madeleine Winefride Isabelle Dring, 1923年9月7日 - 1977年3月26日）は、イングランドの作曲家、女優。

## 生涯
ドリングは音楽家一家に生まれた。幼い頃からその才能を見せ、9歳から王立音楽大学の年少部でレッスンを受けた。演劇の才能も特筆すべきものがあり、児童劇団の舞台に立っていたが、ヴァイオリンの奨学生となることを選んだ。王立音楽大学で年長レベルの音楽の勉強を続け、レイフ・ヴォーン・ウィリアムズ、ハーバート・ハウエルズ、ゴードン・ジェイコブらから作曲も学んだ。同時に、パントマイムと演劇の勉強もした。ドリングの演劇・音楽への愛は幸運にも共存しえた。ドリングの作品の多くは演劇のためのもので、さらに舞台の上で自ら歌い、ピアノを弾くこともよくあった。
1947年にドリングはオーボエ奏者のロジャー・ロードと結婚した。ドリングは夫のために、オーボエ独奏のための曲をいくつか作曲した。1950年には息子が生まれた。
ドリングは1977年に脳溢血で亡くなった。2003年には、ドリングのノートからのイラストも掲載されている、Ro Hancock-Child著『Madeleine Dring: Her Music, Her Life（マデリーン・ドリング：その音楽、その生涯』が出版された。

## 音楽
ゴードン・ジェイコブとレイフ・ヴォーン・ウィリアムズの教え子だったドリングのスタイルは、典型的な軽音楽で気取りのないものだった。ドリングはフランシス・プーランクの独特かつリズミカルで生き生きした作曲を賞賛し、それはドリングの作品にも反映している。ドリングのハーモニゼーションはしばしばジャズ風である。ドリングの作品はジョージ・ガーシュウィンの曲と比較されることが多い。ドリングは自分で歌うために多くの歌曲を作った。ドリングは絶対音感を持っていたので、旋律的に歌いやすくする特別の努力を払うことはしなかった。
大規模な作品の作曲は家事のために控えたので、ドリンクのほとんどの作品は短い曲である。ドリングは多くのピアノ独奏曲と室内楽曲を作り、また多くの教育的な仕事をした。とはいうものの、1幕物のオペラ『Cupboard Love』や舞踏劇『The Fair Queen of Wu』という作品も残している。

## 作品
（ドリングは作曲の日付を記していないことが多い。多くの日付はAlistair Fischerのドリングについての論文に依る）

### 器楽作品および声楽作品
- Italian Dance（1960年）オーボエとピアノ
- Fantasy Sonata（1938年）ピアノとクラリネット
- 3 Fantastic Variations on Lilliburlero（1948年）2台ピアノ
- Jig（1948年）ピアノ
- Prelude and Toccata（1948年）ピアノ
- Tarantelle（1948年）ピアノ重奏
- 3 Shakespeare Songs(1949年）
- Festival Scherzo（1951年）ピアノと弦楽オーケストラ
- Sonata for two pianos（1951年）
- Thank you, Lord（1953年）独唱。詞L. Kyme
- March: for the New Year（1954年）ピアノ
- Caribbean Dance (Tempo Tobago）（1959年）ピアノ重奏または独奏
- Dance Suite（1961年）ピアノ
- Polka（1962年）オーボエとピアノ
- Colour Suite（1963年）ピアノ
- The Pigtail（1963年）二重唱。詞A. von Chamisso
- Danza gaya（1965年）2台ピアノまたはオーボエとピアノ
- Dedications（1967年）独唱。R. Herrickの5つの詩に作曲
- 3 Dances（1968年）ピアノ
- Trio for Flute, Oboe, and Piano（1968年）
- 4 Night Songs（1976年）独唱。詞M. Armstrong
- 5 Betjeman Songs（1976年）独唱
- Valse française（1980年）ピアノ独奏か重奏
- 3 Pieces: WIB Waltz, Sarabande, Tango（1983年）フルートとピアノ
- Waltz（1983年）オーボエとピアノ
- Suite（1984年）ハーモニカとピアノ。後にピーター・ロードがオーボエ用に編曲
- Trio for oboe, bassoon, and harpsichord（1986年）

### 舞台およびテレビ作品
- The Emperor and the Nightingale（1941年）付随音楽
- Tobias and the Angel（1946年）付随音楽
- Somebody’s Murdered Uncle（1947年）BBCラジオのための付随音楽
- Waiting for ITMA（1947年）BBCテレビのためのバレエ
- The Wild Swans（1950年）児童劇
- The Fair Queen of Wu（1951年）BBCテレビの舞踏劇
- The Marsh Kings’s Daughter（1951年）児童劇
- Airs on a Shoestring（1953年）ミュージカル・レビュー
- Pay the Piper（1954年）ミュージカル・レビュー
- From Here and There（1955年）ミュージカル・レビュー
- Fresh Airs（1955年）ミュージカル・レビュー
- Child’s Play（1958年）ミュージカル・レビュー
- The Buskers（1959年）付随音楽
- Little Laura（1960年）BBCテレビのためのアニメーション・シリーズ
- The Jackpot Question（1961年）Associated TVのための付随音楽
- Four to the Bar（1961年）ミュージカル・レビュー
- The Whisperers（1961年）Associated TVのための付随音楽
- The Provok’d Wife（1963年）付随音楽
- The Lady and the Clerk（1964年）Associated TVのための付随音楽
- I Can Walk Where I Like, Can’t I?（1964年）Associated TVのための付随音楽
- When the Wind Blows（1965年）Associated TVのための付随音楽
- Helen and Edward and Henry（1966年）Associated TVのための付随音楽
- Variation on a Theme（1966年）Associated TVのための付随音楽
- The Real Princess（1971年）バレエ。2台ピアノ
- オペラ『Cupboard Love』